# Masalia dangilensis
Masalia dangilensis là một loài bướm đêm trong họ Noctuidae.